# Arroyo del Maíz Uno
Arroyo del Maíz Uno är en ort i Mexiko.   Den ligger i kommunen Poza Rica de Hidalgo och delstaten Veracruz, i den sydöstra delen av landet, 220 km nordost om huvudstaden Mexico City. Arroyo del Maíz Uno ligger 111 meter över havet och antalet invånare är 3 257.
Terrängen runt Arroyo del Maíz Uno är huvudsakligen platt, men norrut är den kuperad. Runt Arroyo del Maíz Uno är det ganska tätbefolkat, med 179 invånare per kvadratkilometer. Närmaste större samhälle är Poza Rica de Hidalgo, 4,6 km väster om Arroyo del Maíz Uno. Trakten runt Arroyo del Maíz Uno består till största delen av jordbruksmark.